# Lubomir Bodnar
Lubomir Bodnar – polski wykładowca akademicki, onkolog, prof. dr hab. nauk medycznych, profesor uczelni Instytutu Nauk o Zdrowiu Uniwersytetu w Siedlcach.

## Życiorys
Absolwent I Liceum Ogólnokształcącego im. Komisji Edukacji Narodowej w Sanoku z 1988 r..
W 2008 r. obronił rozprawę doktorską, a w 2014 uzyskał stopień doktora habilitowanego.
Pracował w Wojskowym Instytucie Medycznym w Warszawie oraz Uniwersytecie Warmińsko-Mazurskim w Olsztynie na Wydziale Lekarskim, a także w Warmińsko-Mazurskim Centrum Onkologii w Olsztynie.
Jest profesorem uczelni Instytutu Nauk o Zdrowiu Uniwersytetu w Siedlcach.
Od 2021 r. jest dyrektorem Siedleckiego Centrum Onkologii.
Od 2025 r. jest Dziekanem Wydziału Nauk Medycznych i Nauk o Zdrowiu Uniwersytetu w Siedlcach
W 2025 r. otrzymał tytuł profesora w dziedzinie nauk medycznych i nauk o zdrowiu
Autor i współautor ponad 200 artykułów naukowych, w czasopismach krajowych i zagranicznych oraz monografiach poświęconych głównie problematyce onkologii.